# Frosinone Calcio 2001-2002
Questa pagina raccoglie le informazioni riguardanti il Frosinone Calcio nelle competizioni ufficiali della stagione 2001-2002.

## Divise e sponsor
Lo sponsor tecnico della stagione 2001-2002 è Legea con la distribuzione affidata a LineaOroSport, mentre lo sponsor ufficiale è Filette.

## Rosa
| N. |                   | Ruolo | Calciatore           |
| -- | ----------------- | ----- | -------------------- |
|    | Italia (bandiera) | C     | Marco Arcese         |
|    | Italia (bandiera) | D     | Luca Bocchino        |
|    | Italia (bandiera) | P     | Ronny Buscicchio     |
|    | Italia (bandiera) | P     | Andrea Cano          |
|    | Italia (bandiera) | C     | Pietro Capuccilli    |
|    | Italia (bandiera) | D     | Daniele Ceniccola    |
|    | Italia (bandiera) | P     | Domenico Costantini  |
|    | Italia (bandiera) | D     | Marco Desideri       |
|    | Italia (bandiera) | C     | Michele De Simone    |
|    | Italia (bandiera) | A     | Andrea Di Pietro     |
|    | Italia (bandiera) | D     | Francesco Esposito   |
|    | Italia (bandiera) | D     | Carmine Fruguglietti |
|    | Italia (bandiera) | D     | Stefano Fumagalli    |
|    | Canada (bandiera) | C     | Sandro Grande        |
|    | Italia (bandiera) | D     | Davide Guida         |
|    | Italia (bandiera) | A     | Giovanni Izzillo     |
|    | Italia (bandiera) | C     | Raffaele Leoncini    |

| N. |                   | Ruolo | Calciatore            |
| -- | ----------------- | ----- | --------------------- |
|    | Italia (bandiera) | C     | Bruno Maggi           |
|    | Italia (bandiera) | C     | Davide Masciantonio   |
|    | Italia (bandiera) | A     | Stefano Nicoletti     |
|    | Italia (bandiera) |       | Panini                |
|    | Italia (bandiera) | C     | Santo Parise          |
|    | Italia (bandiera) | C     | Fabrizio Perrotti     |
|    | Italia (bandiera) | C     | Gianluca Pietrucci    |
|    | Italia (bandiera) | C     | Andrea Ricci          |
|    | Italia (bandiera) | D     | Omar Roma             |
|    | Italia (bandiera) | C     | Nicola Sanna          |
|    | Italia (bandiera) | C     | Alessandro Santopadre |
|    | Italia (bandiera) | C     | Sabino Sardella       |
|    | Italia (bandiera) | D     | Wladimiro Sbaglia     |
|    | Italia (bandiera) | A     | Sgambati              |
|    | Italia (bandiera) | A     | Stefano Tempesta      |
|    | Italia (bandiera) | A     | Gianni Testa          |
|    | Italia (bandiera) | A     | Filippo Tortora       |

## Risultati

### Girone di andata
| Arbitro: | Marchesi (Bergamo) |

|                                            |           |  |
| Nicoletti 28’ Masciantonio 42’ Tortora 87’ | Marcatori |  |

| Arbitro: | Marti (Modena) |

|                               |           |                         |
| Larosa 10’ Del Prete 20’, 55’ | Marcatori | 15’ Testa 76’ Nicoletti |

| Arbitro: | Finazzi (Torino) |

|                            |           |                      |
| Nicoletti 37’ Esposito 40’ | Marcatori | 6’ Semplice 59’ Rosa |

| Arbitro: | Niccolai (Livorno) |

|  |           |            |
|  | Marcatori | 56’ Arcese |

| Arbitro: | Ciancaleoni (Foligno) |

|                  |           |           |
| Masciantonio 78’ | Marcatori | 37’ Russo |

| Arbitro: | Santoro (Domodossola) |

|                       |           |  |
| Insanguine 17’ (rig.) | Marcatori |  |

| Arbitro: | Benedetti (Vicenza) |

|            |           |  |
| Arcese 21’ | Marcatori |  |

| Arbitro: | Velotto (Grosseto) |

|                                          |           |  |
| 36’ Giordana 56’ Verolino 87’ Fioravanti | Marcatori |  |

| Arbitro: | Ongaro (Rovigo) |

|                                               |           |  |
| Perrotti 24’ (rig.) Testa 47’, 65’ Arcese 52’ | Marcatori |  |

| Arbitro: | Battistella (Conegliano Veneto) |

|           |           |  |
| Gulino 6’ | Marcatori |  |

| Arbitro: | Marelli (Como) |

|            |           |  |
| Parise 14’ | Marcatori |  |

| Arbitro: | Bernardoni (Modena) |

|  |           |              |
|  | Marcatori | 55’ Esposito |

| Arbitro: | Cigalotti (Milano) |

|              |           |                  |
| Erbini 90+4’ | Marcatori | 12’ Masciantonio |

| Arbitro: | Nicoletti (Macerata) |

|                            |           |  |
| Testa 16’ Masciantonio 52’ | Marcatori |  |

| Martinafranca 9 dicembre 2001, ore 14:30 15ª giornata | Martina           | 0 – 0 | Frosinone | Stadio Giuseppe Domenico Tursi (circa 3 500 spett.)\| Arbitro: \| Latella (Potenza) \| |
| Arbitro:                                              | Latella (Potenza) |       |           |                                                                                        |

| Arbitro: | Marelli (Como) |

|                               |           |  |
| Perrotti 14’ (rig.) Testa 17’ | Marcatori |  |

| Arbitro: | Giachero (Pinerolo) |

|               |           |           |
| Astrarita 76’ | Marcatori | 8’ Parise |

### Girone di ritorno
| Arbitro: | Liberti (Genoa) |

|                                                |           |              |
| Sapienza 50’ Pagana 75’ (rig.) Calvaresi 90+2’ | Marcatori | 89’ Esposito |

| Arbitro: | Zanzi (Lugo di Romagna) |

|           |           |  |
| Testa 30’ | Marcatori |  |

| Arbitro: | Tagliavento (Terni) |

|                        |           |  |
| Millesi 62’ Pagana 73’ | Marcatori |  |

| Arbitro: | Giannoccaro (Lecce) |

|                         |           |  |
| Parise 4’ Nicoletti 83’ | Marcatori |  |

| Arbitro: | Mazzoleni (Prato) |

|             |           |  |
| Mamadou 35’ | Marcatori |  |

| Frosinone 10 febbraio 2002, ore 14:30 23ª giornata | Frosinone         | 0 – 0 | Fasano | Stadio Matusa (circa 2 000 spett.)\| Arbitro: \| Stefanini (Prato) \| |
| Arbitro:                                           | Stefanini (Prato) |       |        |                                                                       |

| Arbitro: | Romeo (Verona) |

|                           |           |               |
| Terrevoli 28’ Barbera 50’ | Marcatori | 12’ Nicoletti |

| Arbitro: | Brighi (Cesena) |

|               |           |             |
| Di Pietro 88’ | Marcatori | 89’ Chietti |

| Nardò 3 marzo 2002, ore 14:30 26ª giornata | Nardò            | 0 – 0 | Frosinone | Stadio Giovanni Paolo II (circa 1 500 spett.)\| Arbitro: \| Tonin (Piombino) \| |
| Arbitro:                                   | Tonin (Piombino) |       |           |                                                                                 |

| Arbitro: | D'Aguanno (Marsala) |

|                 |           |                        |
| Di Pietro 90+1’ | Marcatori | 84’ (rig.) Vantaggiato |

| Arbitro: | Santucci (Reggio Calabria) |

|                                |           |                    |
| Catania 19’, 90+4’ Stefani 58’ | Marcatori | 45+2’ Masciantonio |

| Arbitro: | Carrer (Conegliano) |

|                    |           |                        |
| De Simone 12’, 15’ | Marcatori | 5’ (aut.) Masciantonio |

| Arbitro: | Ciancaleoni (Foligno) |

|                         |           |            |
| Testa 27’ Pietrucci 51’ | Marcatori | 76’ Erbini |

| Arbitro: | Siragusa (Acireale) |

|                    |           |  |
| Righi 90+2’ (rig.) | Marcatori |  |

| Arbitro: | Rocchi (Firenze) |

|  |           |                            |
|  | Marcatori | 70’ Ambrogioni 90+4’ Garba |

| Arbitro: | Smaldone (Nichelino) |

|                                                    |           |                         |
| Micciola 30’, 45’ (rig.) Mortellitti 48’ Morfù 67’ | Marcatori | 35’ Testa 72’ Nicoletti |

| Frosinone 5 maggio 2002, ore 16:00 34ª giornata                            | Frosinone | 1 – 2                      | Palmese | Stadio Matusa (circa 500 spett.) |
| \| \| \| \| \| Nicoletti 35’ \| Marcatori \| 15’ Sgambati 38’ Astrarita \| |           |                            |         |                                  |
|                                                                            |           |                            |         |                                  |
| Nicoletti 35’                                                              | Marcatori | 15’ Sgambati 38’ Astrarita |         |                                  |

#### Coppa Italia Serie C
| Arbitro: | Rodomonti (Teramo) |

|              |           |                     |
| Perrotti 44’ | Marcatori | 52’ (rig.) Paratici |

| Arbitro: | Damato (Barletta) |

|  |           |                              |
|  | Marcatori | 28’ Masciantonio 90’ Izzillo |

| Arbitro: | Tagliavento (Terni) |

|                                                                          |           |  |
| Perrotti 45+2’ (rig.) Nicoletti 53’ Testa 55’ Maggi 60’ Izzillo 68’, 71’ | Marcatori |  |

| Sora 29 agosto 2001, ore 20:30 4ª giornata | Sora                | 0 – 0 | Frosinone | Stadio Claudio Tomei (circa 4 000 spett.)\| Arbitro: \| Angrisani (Salerno) \| |
| Arbitro:                                   | Angrisani (Salerno) |       |           |                                                                                |

| Arbitro: | Tonin (Piombino) |

|  |           |             |
|  | Marcatori | 7’ Pandolfi |

| Arbitro: | Liberti (Genova) |

|                                           |           |  |
| 10’, 13’, 26’ Pandolfi 59’ (rig.) Amoruso | Marcatori |  |